# Eleocharis naumanniana
Eleocharis naumanniana är en halvgräsart som beskrevs av Johann Otto Boeckeler. Eleocharis naumanniana ingår i släktet småsäv, och familjen halvgräs.

## Underarter
Arten delas in i följande underarter:
- E. n. caillei
- E. n. naumanniana